# Titularbistum Equilium
Equilium (ital.: Equilio) ist ein Titularbistum der römisch-katholischen Kirche.
Es geht zurück auf den Bischofssitz Equilium/Equilin, der Vorgängersiedlung von  Jesolo, die sich in der italienischen Region Venetien befindet. Es gehörte zum Patriarchat von Venedig.
| Titularbischöfe von Equilium |                                                               |                                                                         |                  |                |
| Nr.                          | Name                                                          | Amt                                                                     | von              | bis            |
| 1                            | Raffaele Mario Radossi OFMConv Titularerzbischof pro hac vice | emeritierter Erzbischof von Spoleto (Italien)                           | 23. Juni 1967    | 1970           |
| 2                            | Milton Corrêa Pereira Titularerzbischof pro hac vice          | Koadjutorerzbischof, Apostolischer Administrator von Manaus (Brasilien) | 25. April 1973   | 5. März 1981   |
| 3                            | Charles Victor Grahmann                                       | Weihbischof in San Antonio (USA)                                        | 30. Juni 1981    | 13. April 1982 |
| 4                            | Piotr Hemperek                                                | Weihbischof in Lublin (Polen)                                           | 7. Mai 1982      | 4. Juli 1992   |
| 5                            | Joseph Anthony Galante                                        | Weihbischof in San Antonio (USA)                                        | 13. Oktober 1992 | 5. April 1994  |
| 6                            | Luigi Ventura Titularerzbischof pro hac vice                  | Apostolischer Nuntius                                                   | 25. März 1995    |                |